# Сражение при Ла-Виктории
Сражение при Ла-Виктории (исп. Batalla de La Victoria) — самое значительное сражение гражданской войны в Венесуэле 1901—1903 гг., шедшее с 12 октября по 2 ноября 1902 года у венесуэльского города Ла-Виктория, штат Арагуа. Битва стала кульминацией так называемой Освободительной революции. 
В ходе войны к июлю 1902 года под властью правительства Сиприано Кастро остались только штаты Миранда, Арагуа и Карабобо в центре страны и штаты Трухильо, Сулия, Мерида и Тачира на западе. 5 июля Кастро покинул столицу и направился с правительственной армией на восток, чтобы избежать концентрации двух повстанческих армий между югом штата Арагуа и севером штата Гуарико. Операция правительственной армии провалилась после поражений при Гуанагуане и Барселоне. Две повстанческие армии соединились в Вилья-де-Кура. Кастро, уступая в численности войск своим противникам, отвёл войска в Ла-Викторию, в то время столицу штата Арагуа. Основная часть так называемой Освободительной армии (около 15 000 человек) двинулась из Вилья-де-Кура к Ла-Виктории, а одна её дивизия перерезала сообщение правительственных войск с Каракасом.
Лидеры повстанцев Лусиано Мендоса и Мануэль Антонио Матос решили отложить нападение на Каракас через долины Туи, как планировал Доминго Монагас Марреро, вместо этого они решили атаковать противника в Ла-Виктории и одержать, как они надеялись, окончательную победу в войне.
Осада Ла-Виктории началась 12 октября. Повстанцы расположились на холмах, окружающих город. Верные правительству силы насчитывали 5000 человек, но Кастро располагал чрезвычайно важными военными ресурсами: магазинными винтовками Маузера и скорострельными пушками Круппа, первыми в стране, с помощью которых его люди получили большую силу огня. Кастро несколько раз безуспешно пытался прорвать осаду. С течением времени ситуация в осаждённом городе становится критической, боеприпасов и продовольствия не хватает, но ситуация изменилась с прибытием Андской дивизии из Трухильо и 1000 человек подкрепления под командой Хуана Висенте Гомеса. Кроме того, подкрепление также доставило из Каракаса по железной дороге эшелон с боеприпасами и продовольствием. 
С течением времени у повстанческой армии стало не хватать боеприпасов, и этим воспользовались осаждённые: 40 бойцов Андской дивизии провели успешную атаку с мачете на линию противника и сумели прорвать осаду. 2 ноября генерал Мануэль Антонио Матос приказал частям повстанческой армии начать отход с поля боя. Каждый отряд вернулся в свой регион. Две тысячи солдат остались лежать на поле боя. 
Правительственные силы Кастро одержали верх над революционерами благодаря своей дисциплине, вооружению и единству командования. Начался закат повстанческого движения, в итоге переросший в поражение.